# چنار آریزونا
چنار آریزونا (نام علمی: Platanus wrightii) نام یک گونه از سرده چنار است.